# Contea di Weishan
La contea di Weishan (微山县S, Wēishān XiànP) è una contea della Cina, situata nella provincia dello Shandong e amministrata dalla prefettura di Jining.